# (1620) Geographos
(1620) Geographos ist ein erdnaher Asteroid (Planetoid) aus der Gruppe der Apollo-Asteroiden. Dies sind Himmelskörper, deren Bahnen die Erdbahn kreuzen können.
Der Asteroid wurde am 14. September 1951 am Mount-Palomar-Observatorium entdeckt. Der Name bedeutet Geograph und die Benennung erfolgte zu Ehren der National Geographic Society.
Geographos bewegt sich zwischen 0,8276 AE (Perihel) und 1,6633 AE (Aphel) in rund 508 Tagen um die Sonne. Die Bahnexzentrizität beträgt 0,3355, die Bahn ist um 13,341° gegen die Ekliptik geneigt.
Im Jahre 1994 durchgeführte Radarbeobachtungen ergaben, dass es sich bei Geographos um ein längliches Objekt von 5 × 2 × 1,5 km Ausdehnung handelt. Der Asteroid rotiert in rund 5 Stunden und 13 Minuten um die eigene Achse.
Die amerikanische Raumsonde Clementine sollte Geographos nach ihrem Aufenthalt am Mond besuchen. Aufgrund einer Triebwerksfehlfunktion wurde der Asteroid allerdings nicht erreicht.